# 堀親常
堀 親常（ほり ちかつね）は、信濃飯田藩の第3代藩主。信濃飯田藩堀家4代。

## 生涯
大身旗本近藤重信（堀秀政の四男近藤政成の孫）の長男。天和3年（1683年）2月18日、将軍徳川綱吉に拝謁。貞享2年（1685年）11月5日、先代藩主である堀親貞の養嗣子となる。その直後に親貞が瘧のために死去したため、翌年3月4日に家督を継いだ。奥詰や大番などを歴任するが、幼少のために藩政の実権は家臣の石田嘉平次や堀宇衛門らによって運営されていた。しかし幼少の藩主の下で藩の実権をめぐっての抗争が絶えず起こり、その争いで何人もの家臣が自殺もしくは追放の憂き目を見た。養子藩主であることに加え、元禄5年（1692年）より藩政改革を始めたことにより堀家譜代の重臣たちと対立した。
1697年3月27日、24歳で死去した。嗣子がなく、跡を養嗣子の親賢が継いだ。

## 系譜
父母
- 近藤重信（実父）
- 清徳院 - 北条氏重の娘（実母）
- 堀親貞（養父）

養子
- 堀親長 - 堀親興の長男